# Valdíkov
Valdíkov település Csehországban, a Třebíči járásban. Valdíkov Smrk, Vladislav, Budišov, Nárameč, Kojatín és Trnava településekkel határos. Lakosainak száma 118 fő (2024. január 1.).

## Népesség
A település lakosságának változását az alábbi diagram mutatja:
| Lakosok száma | 110  | 152  | 177  | 185  | 82   | 95   | 111  | 106  | 110  | 118  |
|               | 1869 | 1900 | 1921 | 1961 | 1980 | 2011 | 2016 | 2019 | 2021 | 2024 |